# Kniga masterov
Kniga masterov (russisk: Книга мастеров) er en russisk spillefilm fra 2009 af Vadim Sokolovskij.

## Medvirkende
- Marija Andrejeva som Katya
- Maksim Loktionov som Ivan
- Irina Apeksimova
- Arthur Smoljaninov som Jangul
- Valentin Gaft